# Райвата
Ману Райвата (санскр. Raivata = «сын Ревати») — в индийской мифологии пятый из четырнадцати Ману (мифических прародителей рода человеческого, носящих общее имя Ману) в эпоху кальпы Швета-вараха («цикла белого вепря»). Сын Приявраты .
«Маркандея-пурана» рассказывает легенду о его рождении в качестве сына царя Дургамы, от нимфы Ревати .